# Дестріє

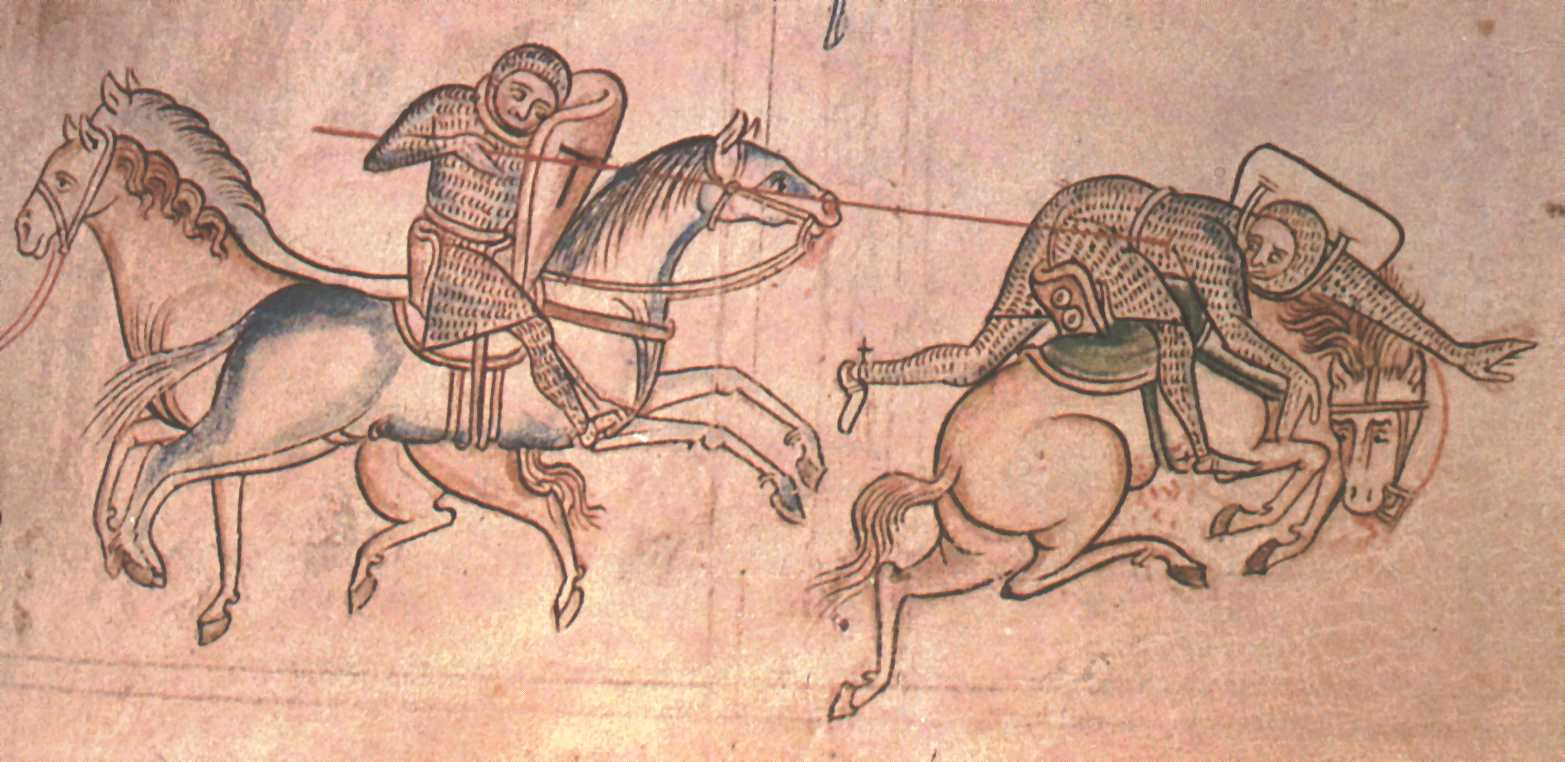

Дестріє́ (фр. destrier)  — середньовічний західноєвропейський термін, який означав бойового коня. Це не якась особлива порода, а просто коні, що своїми властивостями та розмірами відповідали певним вимогам і були спеціально навчені та об'їжджені для битви.
За свідченнями Еварта Оукшотта, британського історика-любителя та ілюстратора, до категорії коней дестріє зазвичай відносили жеребців, яких відбирали та тренували від самого народження. Саме дестріє найкраще підходили для проведення лицарських турнірів.